# كامل يوسف البهتيمي
محمد زكي يوسف البهتيمي الشهير باسم كامل يوسف البهتيمي (1922 - 1969) قارئ قرآن مصري ويعد أحد أعلام هذا المجال البارزين، من مواليد حي بهتيم بشبرا الخيمة، القليوبية. ألحقه أبوه الذي كان من قراء القرآن بكتاب القرية وعمره ستة سنوات وأتم حفظ القرآن قبل بلوغ العاشرة من عمره وأصبح قارئاً معروفا بالبلدة وكذلك قارئاً للسورة يوم الجمعة بمسجد القرية. تتلمذ على يد الشيخ محمد الصيفي الذي تبناه واصطحبه في حفلاته وأخذ بيده من قريته التي نشأ بها واستضافه في بيته بالقاهرة فعرف طريق الشهرة حتى أصبح مقرئ القصر الجمهوري. التحق بالإذاعة سنة 1946 وفي الخمسينيات اختير قارئاً لمسجد عمر مكرم، وتوفي في 6 فبراير 1969، عن عمر يناهز الـ 47 عاما.

## سيرته
ولد الشيخ محمد زكي يوسف البهتيمى في 6 أبريل 1922 بعزبة إبراهيم بك التابعة لمركز بهتيم شبرا الخيمة القليوبية، وأسماه من حوله «كامل» لجمال صوته وهيئته وطباعه.
كان والده مُقرئا ومحفظا للقرآن فأتم محمد حفظ القرآن في كُتاب القرية في سن صغير، ثم أصبح قارئا بمسجد قرية الحمرا ببهتيم، وفى الوقت نفسه يرفع الأذان للصلوات الخمس.
تتلمذ البهتيمي على يد الشيخ محمد الصيفي، والذي تبناه واصطحبه في حفلاته وأخذ بيده من قريته التي نشأ بها واستضافه في بيته بالقاهرة فعرف طريق الشهرة.
تأخر الشيخ البهتيمي في الالتحاق بالإذاعة كمقرئ معتمد حتى أقنعاه الشيخين محمد الصيفي وعلي حزين بضرورة التقدم لهذا الامتحان، فتقدم للامتحان ونجح بامتياز وتعاقدت معه الإذاعة المصرية في 1 نوفمبر 1953 بمبلغ أربعة جنيهات شهريا مقابل التسجيلات التي يقوم بها، وتم تعيينه بعد ذلك قارئا للسورة يوم الجمعة بمسجد عمر مكرم بميدان التحرير بالقاهرة ومقرئ القصر الجمهوري.
في عام 1943 زار الشيخ البهتيمي فلسطين وعاش بها فترة لا تقل عن ثلاث سنوات التقى خلالها بزميله القارئ الشيخ «محمد فريد السنديونى»، وقام خلال فترة سفره بتسجيلات قرآنية نادرة في إذاعات الدول العربية، وفي عام 64 سجل نصف خاتمة من المصحف المرتل للمجلس الأعلى للشؤون الإسلامية بوزارة الأوقاف، كما سجل القرآن الكريم مجودا للإذاعة.
توفي البهتيمي في 6 فبراير 1969 عن عمر يناهز الـ47 عاما، تاركا رصيدا من التلاوات والابتهالات بالإذاعة المصرية. وأمر الرئيس جمال عبد الناصر بمركبات عسكرية لتشيع جنازة عسكرية للشيخ حضرها الآلاف من محبيه. وبعد رحيله أنشأ عشاق صوته جمعية لإحياء تراثه مقرها بحي عابدين في القاهرة، والجمعية تقتني بعض التسجيلات النادرة بصوته وتعمل على إحياء ذكراه سنويا.